# YES fm
YES fm es un servicio de streaming de música disponible en navegadores de Internet a través de su interfaz web, y en dispositivos móviles a través de aplicaciones para los sistemas operativos iOS y Android. YES fm pertenece a Prisa Radio.

## Radios, playlists y música a la carta

### Radios especializadas
YES fm basa su estrategia de producto en listas de música, llamadas ‘radios especializadas’, las cuales pueden filtrarse por géneros, décadas y temáticas. Una ‘radio especializada’ consiste en un bucle de música de duración mínima de 3 horas, tiempo durante el cual una misma canción no se puede repetir; no se incluyen más de 3 canciones de un mismo álbum; ni 6 canciones de un mismo artista.
Las ‘radios especializadas’ son confeccionadas por musicólogos y colaboradores de YES fm que tienen su propio perfil en la plataforma. El usuario también puede confeccionar sus propias ‘radios’ musicales a través de la opción ‘radios rápidas’, introduciendo varios artistas de su gusto, o la opción ‘crear radio a partir de una canción’. Así, el motor de recomendación (MDR) propone una lista de canciones y artistas similares.
Además existen las ‘radios de artistas’, que son tantas como artistas existen en la base de datos de la plataforma, generadas a partir de las similitudes musicales con otros artistas.
En YES fm también es posible escuchar las emisoras tradicionales en FM pertenecientes al Grupo Prisa Radio (40 Principales, Cadena Dial, M80 Radio, Máxima FM y Radiolé).

#### Click & Go
'Click and Go' es una herramienta para buscar 'radios' de manera personalizada a partir de la elección de un estilo, una década y una acción (correr, viajar, bailar…).

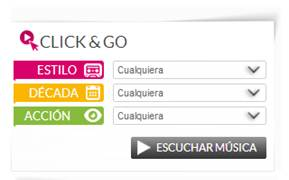
Yes1

#### Radios rápidas
'Radios rápidas' es una herramienta para que el usuario confeccione sus propias ‘radios’ musicales introduciendo varios artistas de su gusto, o la opción ‘crear radio a partir de una canción’. Así, el motor de recomendación (MDR) propone una lista de canciones y artistas similares.

### Playlists
Otra de las ofertas musicales de YES fm son las listas de reproducción, elaboradas por expertos en música o por los propios usuarios. Las listas de reproducción pueden ser confeccionadas sin ningún tipo de regla, con cualquier duración, orden y número de artistas, y escuchadas por usuarios con suscripción de pago.

### Música a la carta
Dependiendo del tipo de suscripción del usuario, YES fm también permite escuchar música a la carta eligiendo las grabaciones musicales que desee en cada momento y de forma ilimitada.

## Recomendación musical
YES fm también hace recomendaciones musicales en función de los hábitos de consumo del usuario. Su tecnología tiene un motor de recomendación (MDR) que almacena la actividad de sus usuarios registrados para proponer nueva música en función de su consumo habitual. Las variables analizadas son:
- Acciones directas del consumidor
  - ‘Me gusta’. El usuario puede pulsar ‘Me gusta’ sobre un artista, una radio, una lista de reproducción, un álbum o una canción.
  - ‘No me gusta’. El usuario puede pulsar ‘No me gusta’ sobre una canción o un álbum.
  - Siguiente canción. El usuario puede saltar canciones que son almacenadas como ‘No me gusta’.

- Análisis de la música escuchada. El MDR crea un ranking de estilos para cada usuario en función de las radios, álbumes o canciones que escuche. Este ranking también puede ser modificado por el propio usuario en la gestión de su cuenta.

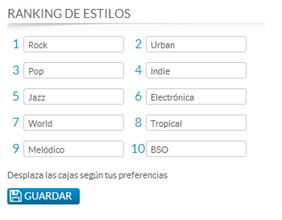
Yes2

## Recomendación editorial
YES fm ofrece información sobre música a través de noticias, biografías de artistas y letras de canciones. En la plataforma también se proponen eventos y concursos.

## Accesibilidad
YES fm se puede escuchar tanto a través de su interfaz web, www.yes.fm, como a través de sus aplicaciones para iOS y Android.

## Modelos de suscripción
Existen tres modelos de suscripción en YES fm. La modalidad gratuita, YES FREE, permite escuchar ‘radios especializadas’ de forma ilimitada en todos los dispositivos. Una suscripción inédita entre los servicios de música en streaming es YES Club, de 2,99 euros al mes, que permite acceder a 6 horas de ‘radios especializadas’ en alta calidad, sin publicidad y 6 horas de música sin necesidad de conexión de datos. La suscripción YES Premium permite escuchar música a la carta sin límites, sin publicidad, en alta calidad y sin necesidad de conexión de datos. Para estas últimas opciones, existe la posibilidad de acceder a un chat en línea de ayuda.